# 長岡市立西中学校
長岡市立西中学校（ながおかしりつ にしちゅうがっこう）は、1967年に開校した新潟県長岡市希望が丘に所在する市立中学校。通称は「西中」（にしちゅう）。全校生徒数639名（1年210名・2年211名・3年218名、2008年度）。

## 沿革
- 1967年4月1日 - 日越中学校・深才中学校・南中学校の大島小学校区を統合して開校（日越校舎・深才校舎・南校舎と称する名目統合）。
- 1967年10月9日 - 新校舎起工式挙行。
- 1968年2月5日 - 校章・女子標準服制定。
- 1968年4月1日 - 新校舎第一期工事竣工（管理室・普通教室12）。
- 1968年4月7日 - 日越校舎・南校舎の生徒が新校舎へ移転。
- 1969年3月30日 - 深才校舎の生徒が新校舎へ移転、完全統合となる。
- 1969年4月6日 - 新校舎第二期工事竣工（普通教室6・特別教室6）。 校訓互尊・独尊制定。
- 1970年1月26日 - 校歌制定（作詞：薮田義雄、作曲：松本民之助）。
- 1970年3月12日 - 校旗制定。
- 1970年3月31日 - 体育館第一期工事竣工。
- 1972年3月31日 - 特別教室増築工事竣工（図書・音楽・調理室）。
- 1972年12月13日 - 体育館延長工事竣工、校門・通用門完成。
- 1972年12月16日 - 校舎完成・創立5周年記念式典挙行。
- 1973年9月29日 - 前庭造園完成（旧深才校舎より樹木移植）。
- 1974年4月1日 - 深沢小学校区の親沢地区を越路町立越路中学校へ委託生として分離。
- 1974年8月28日 - 校歌・生徒会歌歌詞額を体育館に掲額。
- 1975年9月9日 - 長部コート（全天候コート）開き。
- 1975年11月19日 - 部旗樹立式挙行。
- 1977年7月22日 - プール完成記念式挙行。
- 1977年10月23日 - 創立10周年記念式典挙行。
- 1978年3月31日 - 生徒数増加に伴い普通教室6増築竣工。
- 1981年3月28日 - 生徒数増加に伴い普通教室3・特別教室3増築竣工。
- 1982年3月25日 - 生徒数増加に伴いプレハブ校舎竣工（普通教室6）。
- 1983年4月1日 - 全校生徒数が市内小中学校最多の1328名・30学級となる。
- 1985年4月1日 - 生徒数増加に伴い大島中学校開校、大島小学校区生徒を分離。
- 1987年9月 - 創立20周年記念式典挙行。記念聖火リレー・記念体育祭・「非行撲滅宣言」等開催。
- 1991年8月 - 南校舎大規模改修。
- 1992年8月 - 北校舎大規模改修。
- 1993年8月 - コンピュータ教室開設。
- 1994年3月 - 給食調理場竣工。平成6年度より給食開始。
- 1997年11月 - 創立30周年記念式典挙行。記念文化祭・記念音楽発表会開催。
- 2004年3月 - 武道場竣工・プール改修。
- 2004年9月 - 武道場竣工・記念扁額贈呈式典。
- 2004年10月23日 - 新潟県中越地震発生、校舎被災。
- 2004年12月 - 全国中学校駅伝大会男子出場。
- 2005年 - 音楽祭を長岡市立劇場で開催。
- 2006年 - 福祉委員会が長岡市教育委員会より表彰（療育園ボランティア）。
- 2007年 - 創立40周年記念事業・航空写真撮影。「はばたき学級」新設。反射機能付体操着導入。「体力向上の日」開始。
- 2008年 - 西中校区いじめ0スクール集会開催。
- 2009年 - 耐震工事完了。
- 2020年 - 新校舎設営工事完了。

## 通学区域
#外部リンクを参照。

### 進学前小学校
- 長岡市立希望が丘小学校
- 長岡市立日越小学校
- 長岡市立才津小学校
- 長岡市立深沢小学校(親沢町を除く)

## 部活動
運動
- 陸上競技部
- 水泳部
- サッカー部（男子のみ）
- 野球部（軟式、男子のみ）
- 男子バスケットボール部
- 女子バスケットボール部
- 男子バレーボール部
- 女子バレーボール部
- 男子卓球部
- 女子卓球部
- 軟式テニス部（女子のみ）

文化
- 文化部（将棋・PC・クリエイティブ）
- 吹奏楽部

## 著名な出身者
- 鈴木淳子（漫画家）
- 佐藤大祐（フルート奏者）